# Gypsys, Tramps & Thieves
Gypsys, Tramps & Thieves är ett album från 1971 av Cher.

## Låtlista
1. "The Way of Love" (Jack Dieval/Al Stillman) - 2:29
2. "Gypsies, Tramps & Thieves" (Bob Stone) - 2:35
3. "He'll Never Know" (Harry Lloyd/Gloria Sklerov) - 3:35
4. "Fire and Rain" (James Taylor) - 2:58
5. "When You Find Out Where You're Goin' Let Me Know" (Linda Laurie) - 2:15
6. "He Ain't Heavy, He's My Brother" (Bob Russell/Bobby Scott) - 3:28
7. "I Hate to Sleep Alone" (Peggy Clinger) - 2:25
8. "I'm in the Middle" (Billy Gale) - 2:44
9. "Touch and Go" (Jerry Fuller) - 1:57
10. "One Honest Man" (Ginger Greco) - 2:22